# سایدینگ اسپرینگ (رصدخانه)
رصدخانهٔ سایدینگ اسپرینگ (انگلیسی: Siding Spring Observatory) در نزدیکی کونابارابران، نیو ساوت ولز، استرالیا، بخشی از دانشکده تحقیقات نجوم و اخترفیزیک (RSAA) در دانشگاه ملی استرالیا (ANU)، شامل تلسکوپ انگلیسی-استرالیایی، همراه با مجموعه‌ای از تلسکوپ‌های دیگر استرالیایی است. دانشگاه ملی، دانشگاه نیو ساوت ولز و سایر موسسات. این رصدخانه در ارتفاع ۱۱۶۵ متری (۳۸۲۲ فوت) از سطح دریا در پارک ملی وارامبانگل در کوه وورات،[۱] که به کوه Siding Spring نیز معروف است، واقع شده‌است. رصدخانه Siding Spring متعلق به دانشگاه ملی استرالیا (ANU) است و بخشی از مدرسه تحقیقاتی Mount Stromlo و Siding Spring Observatories است.
بیش از ۱۰۰ میلیون دلار تجهیزات تحقیقاتی در این رصدخانه قرار دارد. بیش از ۶۰ تلسکوپ در محل وجود دارد، اگرچه همه آنها عملیاتی نیستند.